# Grávalos
Grávalos è un comune spagnolo di 274 abitanti situato nella comunità autonoma di La Rioja.